# Leptocerus americanus
Leptocerus americanus är en nattsländeart som först beskrevs av Banks 1899.  Leptocerus americanus ingår i släktet Leptocerus och familjen långhornssländor. Inga underarter finns listade i Catalogue of Life.